# هواگرد شناسایی گونه ۸۸
هواگرد شناسایی گونه ۸۸ (به ژاپنی: 八八式偵察機) (عنوان طراحی: کِی‌دی‌اِی-۲ (به انگلیسی: KDA-2)) یک هواگرد دوباله تک‌موتوره دو سرنشین ساخت شرکت کاواساکی در امپراتوری ژاپن بود که در همکاری با مهندسان آلمانی طراحی شد.

## طراحی و استفاده
نیروی زمینی امپراتوری ژاپن بهار سال ۱۹۲۶ به شرکت‌های کاواساکی، میتسوبیشی، ایشیکاواجیما و بعداً ناکاجیما، سفارش داد وارد رقابت در طراحی یک هواگرد شناسایی جدید شوند. ناکاجیما موظف به ارائه طرحی برای شناسایی برد بلند بود. سه شرکت دیگر می‌بایست جایگزینی برای هواگرد شناسایی گونه ۱ (سالمسو ۲-آ. ۲) در پشتیبانی نزدیک، ارائه می‌کردند. مشخصات مورد انتظار نیروی زمینی شامل حداکثر سرعت بیش از ۲۰۰ کیلومتر بر ساعت، برد بیش از ۱٬۰۰۰ کیلومتر و تسلیحات یک مسلسل ۷٫۷ میلی‌متری ثابت در جلو و یک جایگاه سقف با مسلسل دوتایی متحرک از همان گونه، بود. هواگرد بعداً مجهز به یک دوربین هوایی بزرگ و بی‌سیم می‌شد. از آن‌جایی این شرکت‌ها تجربهٔ پیشینی در این باره نداشتند، هر سه از طراحان آلمانی برای همکاری دعوت کردند. مهندس ریشارت فوگت مسئول طرح کاواساکی شد. توجو هیساشی دستیار او بود.
کار طراحی از ماه آوریل سال ۱۹۲۶ آغاز شد. در ابتدا عنوان «کِی‌دی‌اِی-۲» (مخفف Kawasaki Dockyard Army-type) بر هواگرد نهاده شد. نخستین فروند ماه فوریه سال ۱۹۲۷ در کارخانه کوبه تکمیل گردید. هواگرد پیکربندی دوباله تک‌موتوره داشت. ساخت آن تمام‌فلزی با پوسته تنش‌دار فلزی در جلوی بدنه و پوشش پارچه‌ای در مابقی سطوح بود. دو خدمه در اتاقک سر باز می‌نشستند. هواگرد توان خود را از یک موتور ب‌ام‌و ۶ با توان ۶۰۰ اسب بخار می‌گرفت که یک ملخ دو تیغه را به چرخش درمی‌آورد. تسلیحات هواگرد شامل یک مسلسل ۷٫۷ میلی‌متری ثابت رو به جلو و مسلسل جفت ۷٫۷ میلی‌متری متحرک در جایگاه تیربارچی دم بود.
پروازهای آزمایشی پیش‌نمونه نخست نشان داد عملکرد بهتر از مشخصات اعلامی نیروی زمینی است و هواگرد می‌تواند به حداکثر سرعت ۲۴۰ کیلومتر بر ساعت برسد. پیش‌نمونه‌های دوم و سوم، برای تحویل به نیروی زمینی، ماه ژوئیه همان سال تکمیل شد. با وجود این که تجهیزات افزوده‌شده توسط نیروی زمینی وزن هواگرد را حدود ۲۵۰ کیلوگرم افزایش داد اما مشخصات پروازی همچنان برآورده شد. نیروی زمینی این دو پیش‌نمونه را در توکوروزاوا آزمایش کرد و در نهایت طراحی کاواساکی را روز ۱۱ فوریه سال ۱۹۲۸، مصادف با روز ملی بنیان‌گذاری ژاپن، با عنوان «هواگرد شناسایی گونه ۸۸» به خدمت پذیرفت. مبلغ ۲۰۰٬۰۰۰ ین به عنوان پاداش پیروزی در قابت به این شرکت پرداخت شد.
آزمایش‌های انجام گرفته بر هواگرد شامل سوخت‌گیری هوایی، کاربرد هدایت خودکار، تبدیل به هواگرد آب‌نشین، نخستین استفاده نیروی زمینی از ملخ سه‌تیغه و نصب تجهیزات ویژه برای پروازهای برد بلند بود که با موفقیت صورت گرفت. پیش‌نمونه‌ها در حین آزمایش‌ها دست‌خوش اصلاحاتی شدند. دماغه هوا لغز با یک رادیاتور پسارگیر دار در زیر آن جایگزین رادیاتور مسطح پیشین در جلوی دماغه شد. یک چرخنده (اسپینر) جلوی ملخ نصب و از باله عمودی و سکان بلندتر و نازک‌شونده در دم استفاده شد. شپهبر به بال پایینی هم افزوده شد که میله بیرونی اتصال داشت. شهپر لبه پیشین بال نیز آزمایش شد اما حفظ نشد. پس از اعمال این اصلاحات هواگرد حاصل «گونه ۸۸–۲» و نتیجتا هواگرد پیشین «گونه ۸۸–۱» نام گرفت.
بین ماه‌های دسامبر سال ۱۹۲۸ تا سامبر سال ۱۹۳۱ مجموعاً ۷۱۰ فروند از هواگرد شناسایی گونه ۸۸ تولید شد. از این مقدار ۱۸۷ فروند از گونه ۸۸–۲ مربوط به کارخانه تاچیکاوا بود.
دو فروند از هواگردهای گونه ۸۸–۱ با اصلاحات ویژه با گنجایش سوخت ۱٬۶۰۰ لیتر، روز ۲۹ اکتبر سال ۱۹۲۹ پروازی فوق‌العاده بر فراز دریا از تاچی‌آرای در جزیره کیوشو تا پینگتونگ در جزیره تایوان در فاصله حدود ۱٬۵۰۰ کیلومتری تنها در عرض حدود ۸ ساعت انجام دادند که نشان‌گر ظرفیت تاکتیکی و اطمینان‌پذیری فنی بالای این گونه بود.
بسیاری از هواگردهای گونه ۸۸ در نقش شناسایی بین سال‌های ۱۹۲۹ تا ۱۹۴۰ در خدمت خط مقدم بودند و اوایل جنگ دوم ژاپن و چین در مناطقی چون چینان، منچوری و شانگهای به‌کار گرفته شدند.

## مشخصات فنی
مشخصات عمومی
- خدمه: ۲ نفر
- طول: ۱۲٫۸ متر
- ارتفاع: ۳٫۴ متر
- طول بال: ۱۵ متر
- مساحت بال: ۴۸ متر مربع
- وزن خالی: ۱٬۷۵۰ کیلوگرم
- وزن بارگذاری‌شده:
  - گونه ۸۸–۱: ۲٬۸۰۰ کیلوگرم
  - گونه ۸۸–۲: ۲٬۸۵۰ کیلوگرم

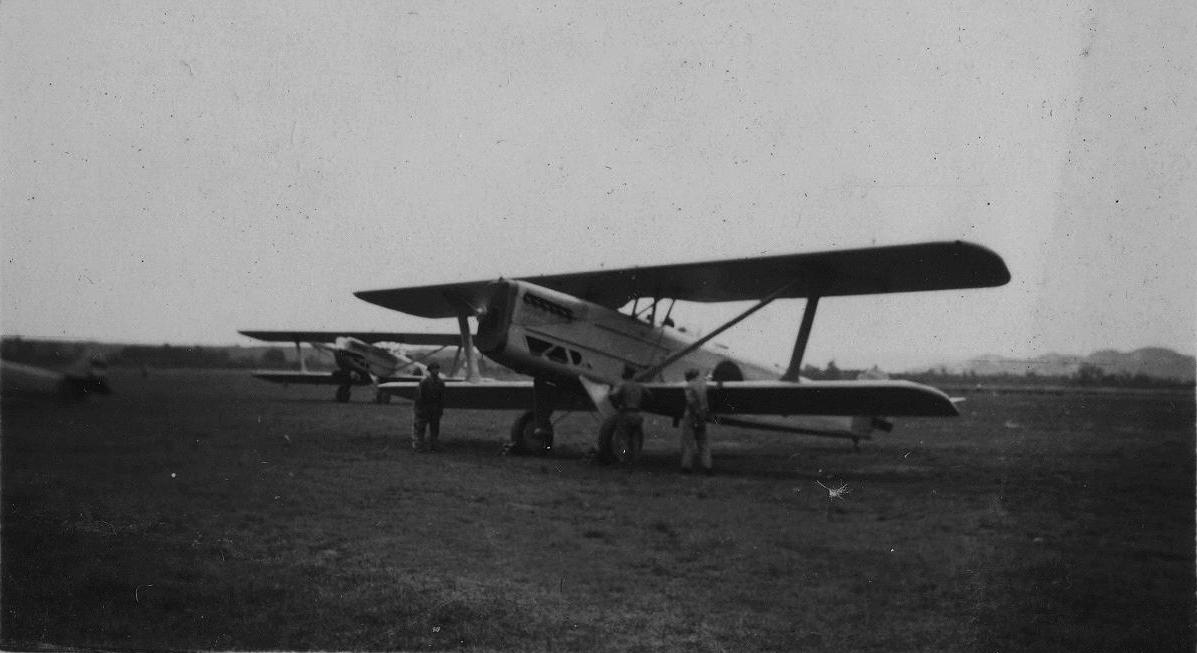

- بار بر بال: ۵۸٫۵ کیلوگرم بر متر مربع (گونه ۸۸–۱)
- نیرومحرکه: ۱ × موتور وی‌شکل ۱۲ سیلندر ب‌ام‌و ۶ خنک شونده با آب: ۶۰۰ اسب بخار
- نسبت وزن به توان: ۶٫۲۲ کیلوگرم بر اسب بخار (گونه ۸۸–۱)

عملکرد
- حداکثر سرعت:
  - گونه ۸۸–۱: ۱۰۸ گره (۲۰۰ کیلومتر بر ساعت)
  - گونه ۸۸–۲: ۱۱۹ گره (۲۲۰ کیلومتر بر ساعت)
- سرعت اوج‌گیری: ۳٬۰۰۰ در ۱۶ دقیقه (گونه ۸۸–۲)
- سقف پرواز
  - گونه ۸۸–۱: ۶٬۵۰۰ متر
  - گونه ۸۸–۲: ۶٬۲۰۰ متر
- طول پرواز: ۶ ساعت (گونه ۸۸–۲)

تسلیحات
- ۱ × مسلسل ۷٫۷ میلی‌متری ثابت رو به جلو
- مسلسل جفت ۷٫۷ میلی‌متری متحرک در جایگاه تیربارچی دم